# Katrinefors bruk

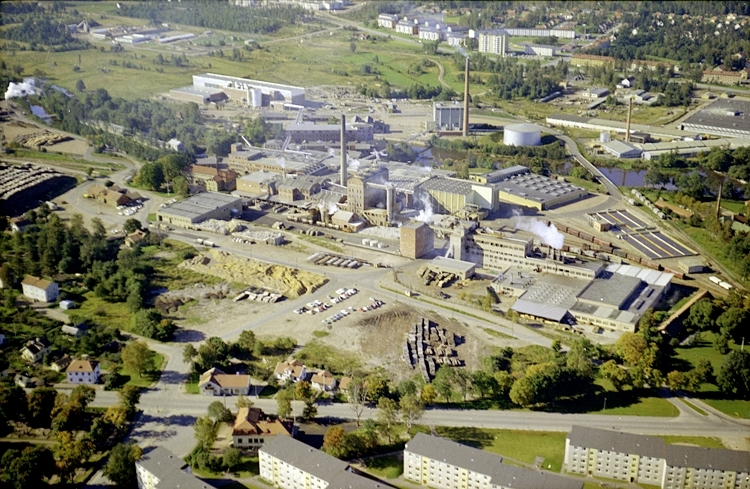
Flygbild av Katrinefors bruk, 1963.

Katrinefors bruk är ett pappersbruk i Mariestad. 

## Historik
Katrinefors grundades 1765. Det köptes 1917 av Jönköpings och Vulcans Tändsticksfabriks AB, som samma år efter fusion med AB Förenade Svenska Tändsticksfabrikerna blev Svenska Tändsticks Aktiebolaget. Bruket utökades på 1960-talet med en anläggning för tillverkning av halvkemisk pappersmassa (NSSC). Vid årsskiftet 1968/1969 övergick det i Kooperativa Förbundets ägo, då under namnet Fiskeby AB.
År 1989 köptes bruket av finländska skogsföretaget Metsä-Serla och ingår numera i Metsä Tissue.
Produktionen omfattade tidigare de kända unica-boxarna, halvkemisk massa och fluting, mellanlagret i wellpapp. Numera tillverkas enbart mjukpapper. Katrinefors började tillverka toalettpapper (kräppat papper) 1943. Företaget säljer sina produkter under varumärkena Serla, Lambi och Katrin.

I februari 2023 beslöt företaget att investera i en ny pappersmaskin och  öka produktionen till 145 000 ton per år. Två nya konverteringslinjer och ett nytt höglager kommer också att byggas. Anläggningen beräknas tas i drift under 2025.